# Миркович, Михаил Фёдорович
Михаил Фёдорович Миркович (1836—1891) — генерал-лейтенант, начальник штаба Виленского военного округа, участник Русско-турецкой войны 1877—1878 годов.

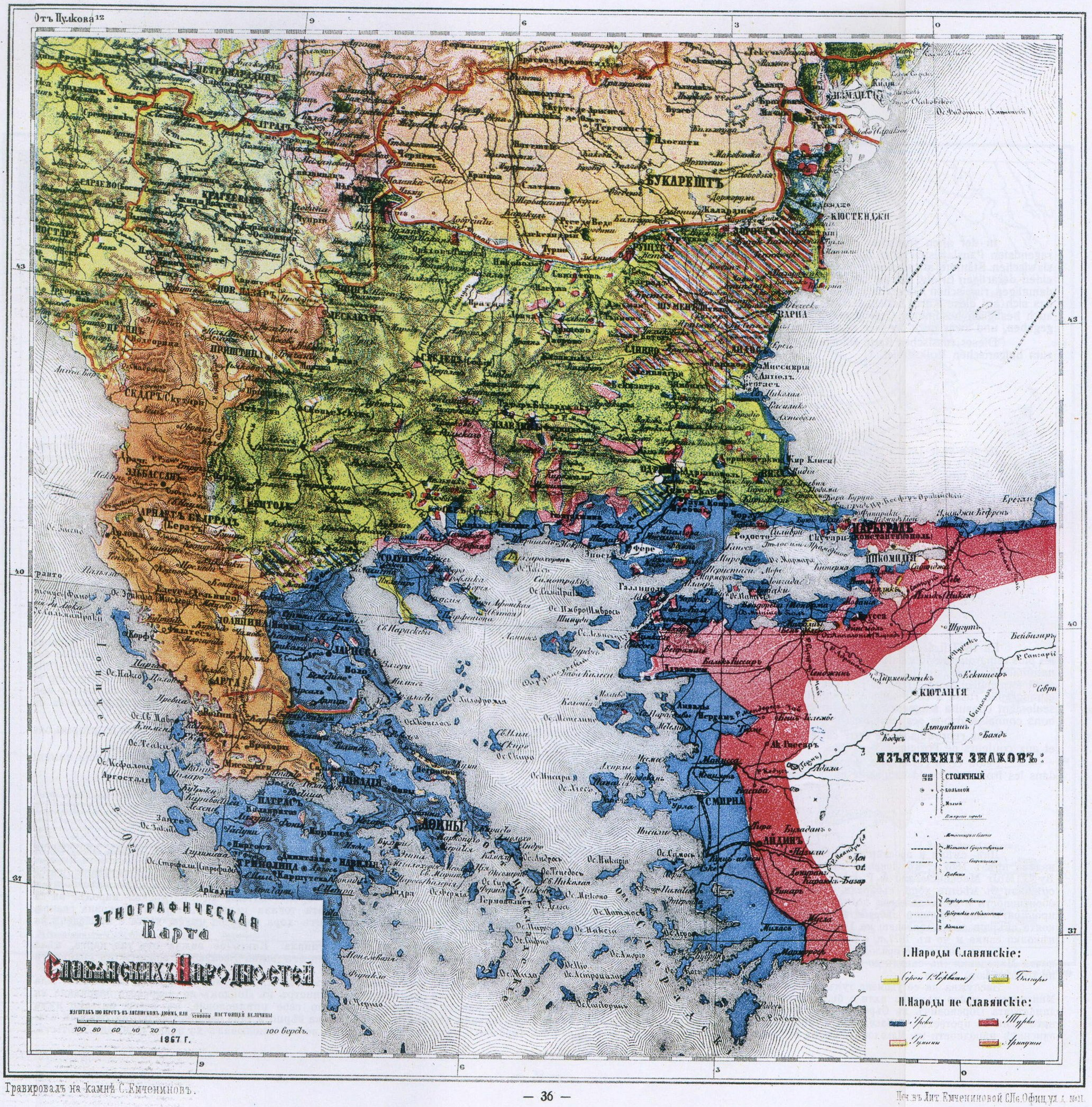
Так называемая карта Мирковича

## Биография
Сын Гродненского, Минского и Белостокского генерал-губернатора генерала от инфантерии Фёдора Яковлевича Мирковича; родился 17 сентября 1836 года. Образование получил в Пажеском корпусе, из которого выпущен 17 июня 1854 года корнетом в лейб-гвардии Конный полк. В том же году он находился в составе войск, назначенных для обороны побережья Балтийского моря от возможной высадки англо-французского десанта.
5 мая 1857 года был прикомандирован к штабу Отдельного гвардейского корпуса для приготовления к поступлению в Николаевскую академию Генерального штаба и после успешной сдачи экзаменов был принят 24 декабря на основной курс обучения. По окончании в 1859 году курса Академии, Миркович был 12 апреля того же года произведён в поручики с оставлением при Академии, 17 апреля 1860 года — в штабс-капитаны и 12 июня 1861 года — в капитаны Генерального штаба. С 27 сентября 1861 года был старшим адъютантом 2-го пехотного корпуса в Крыму, с 22 марта 1862 года — штаб-офицер для особых поручений при начальнике штаба 1-й армии.
С 10 июля 1862 года Миркович состоял для особых поручений при штабе войск, расположенных в Царстве Польском, и с 20 апреля 1863 года был старшим адъютантом того же штаба. На этой должности Миркович находился на всём протяжении Польского восстания и за отличие был награждён орденом Св. Анны 3-й степени и 6 декабря того же года получил чин полковника. В следующем году он за дела в Польше получил орден Св. Станислава 2-й степени (императорская корона к этому ордену была пожалована в 1866 году).
19 марта 1864 года Миркович был назначен чиновником особых поручений VII класса при начальнике Главного штаба. Пробыв с 28 апреля 1867 по 20 октября 1869 года начальником штаба 5-й пехотной дивизии, Миркович был назначен командиром 14-го пехотного Олонецкого полка, а 28 января 1876 года — командиром лейб-гвардии Волынского полка, с которым выступил в поход в Европейскую Турцию. 17 июня 1877 года был произведён в генерал-майоры. За это время он был награждён орденами Св. Анны 2-й степени (в 1870 году), Св. Владимира 4-й степени (в 1872 году) и Св. Владимира 3-й степени (в 1874 году).
12 октября 1877 года Миркович действовал у Плевны и особенно отличился с 21 октября по 28 ноября при взятии Волынской высоты. После падения Плевны лейб-гвардии Волынский полк был двинут на Балканы.
При атаке 19 декабря Ташкисенской позиции, во время наступления полков 2-й бригады 3-й гвардейской пехотной дивизии, был ранен двумя пулями в затылок и в правое плечо. Но здоровье его быстро поправилось и в конце февраля Миркович вернулся к полку. 11 апреля 1878 года он был удостоен золотой сабли с надписью «За храбрость» и 5 мая 1878 года был награждён орденом Св. Георгия 4-й степени.
При атаке укреплённой неприятельской Ташкисенской позиции, 19 декабря 1877 года, во главе 2 и 3 батальонов своего полка, взял, после ожесточённого боя, сильно занятые противником высоты.
В том же 1878 году ему был пожалован орден Св. Станислава 1-й степени. 21 августа 1879 года Миркович был зачислен в Свиту Его Величества.
С 19 февраля 1881 года Миркович был начальником штаба Виленского военного округа, а с 30 августа 1881 года, будучи произведён в генерал-лейтенанты, — помощником начальника Главного штаба; также он был членом Военно-ученого и Мобилизационного комитетов. На этой должности Миркович был награждён орденами Св. Анны 1-й степени (в 1882 году), Св. Владимира 2-й степени (в 1885 году) и Белого орла (в 1889 году).
Скончался в ночь на 24 марта 1891 года в Санкт-Петербурге, похоронен на кладбище Новодевичьего монастыря.

## Деятельность
Издал «Этнографическую карту славянских народностей» масштабом 100 верст в дюйме.
Его брат, Александр, также был генерал-лейтенантом и командовал 15-м армейским корпусом.